# Christopher Auerbach-Brown
Christopher Auerbach-Brown (* 1970) ist ein US-amerikanischer Komponist und Musikpädagoge.
Auerbach-Brown studierte am Ithaca College bei Dana Wilson und Gregory Woodward und am Cleveland Institute of Music bei Donald Erb Komposition. Die ASCAP zeichnete ihn 1996 mit dem Young Composers Award für sein Trio für Violine, Cello und Klavier aus, das 1999 im Rahmen der Konzertreihe Vector 5 für zeitgenössische Musik in der Carnegie Hall aufgeführt wurde.
1997 spielte das Cavani Quartet die Uraufführung seines Streichquartetts in der Weill Hall. Im Folgejahr erhielt Auerbach-Brown ein Charles-Ives-Stipendium der American Academy of Arts and Letters. Er unterrichtete Musiktheorie und Komposition am Cleveland Music School Settlement, zeitgenössische Musik und visuelle Kunst am Cleveland Institute of Art und elektronische Musik am Lakeland Community College.
Die Finger Lakes Music Educators' Association beauftragte ihn mit der Komposition eines Orchesterwerkes, das Anfang 2008 uraufgeführt wurde. Seine Bearbeitungen von Werken Hasu Patels für Sitar und Orchester wurden vom Doctor's Orchestra of Houston und der Plymouth Canton Symphony aufgeführt. Für den Saxophonisten Idit Shner komponierte er ein Werk für Saxophon und Klavier, mit Andrea Joki realisierte er die Installation Papersound. Auerbach-Brown ist Mitglied der Cleveland Composers Guild und der American Composers Alliance.